# Фусс, Соня
Со́ня Фу́сс (нем. Sonja Fuss; род. 5 ноября 1978, Бонн) — немецкая футболистка, выступавшая на позиции защитницы. Выступала за сборную Германии. Двукратный чемпион мира (2003 и 2007), трёхкратный чемпион Европы (1997, 2005 и 2009), бронзовый призёр летних Олимпийских игр (2004).

## Ранние годы
Соня Фусс являлась студенткой университета Хартфорда и выступала за футбольную команду «Хартфорд Хокс».

## Карьера

### Клубная
За свою клубную карьеру Фусс сменила множество команд: «Браувайлер»  (Пульхайм), «Франкфурт» (команда при одноимённом мужском клубе), «Турбине», «Дуйсбург 2001». В 2011 году вместе с подругой по команде Инкой Грингс перешла в швейцарский клуб «Цюрих». Завершила карьеру в 2013 году в составе клуба из WPS «Чикаго Ред Старз».

### В сборной
Выступала за молодёжную сборную Германии. 27 августа 1996 года дебютировала в составе основной национальной сборной в матче против Нидерландов. Первый гол забила 15 ноября 2003 года в ворота сборной Португалии. В составе сборной стала двукратным чемпионом мира (2003, 2007), трёхкратным чемпионом Европы (1997, 2005, 2009) и бронзовым призёром летних Олимпийских игр 2004.

#### Голы за сборную
| Голы Сони Фусс за сборную Германии | Голы Сони Фусс за сборную Германии | Голы Сони Фусс за сборную Германии | Голы Сони Фусс за сборную Германии | Голы Сони Фусс за сборную Германии | Голы Сони Фусс за сборную Германии | Голы Сони Фусс за сборную Германии |
| №                                  | Дата                               | Место                              | Соперник                           | Счёт                               | Итог                               | Турнир                             |
| ---------------------------------- | ---------------------------------- | ---------------------------------- | ---------------------------------- | ---------------------------------- | ---------------------------------- | ---------------------------------- |
| 1.                                 | 15 ноября 2003                     | Ройтлинген, Германия               | Португалия                         | 1:0                                | 13:0                               | Чемпионат Европы 2005 (отбор)      |
| 2.                                 | 21 апреля 2005                     | Оснабрюк, Германия                 | Канада                             | 1:1                                | 3:1                                | Товарищеский матч                  |
| 3.                                 | 9 марта 2006                       | Лоле, Португалия                   | Финляндия                          | 5:0                                | 5:0                                | Кубок Алгарве 2006                 |

## Достижения

### Клубные
- Кубок УЕФА: победитель (2) 2004/05, 2008/09
- Чемпионат Германии: победитель 1996/97
- Чемпионат Швейцарии: победитель (2) 2011/12, 2012/13
- Кубок Швейцарии: победитель (2) 2012, 2013

### В сборной
- Чемпионат мира: победитель (2) 2003, 2007
- Чемпионат Европы: победитель (3) 1997, 2005, 2009
- Олимпийские игры: бронзовый призёр 2004